# Exheterolocha niphas
Exheterolocha niphas là một loài bướm đêm trong họ Geometridae.